# Drag Sethlas
Drag Sethlas, nom artístic de Borja Casillas, és un artista drag espanyola, coneguda per haver guanyat la Gala Drag Queen de Las Palmas de Gran Canaria en 2017 i 2020, i participar en la segona temporada de Drag Race España.

## Biografia
Borja Casillas Toledo es va llicenciar en Educació Infantil el 2012 per la Universitat de Las Palmas de Gran Canaria. També és ballarí des de molt jove.

### Carrera artística
En 2017 Drag Sethlas es va convertir en la guanyadora de la vintena edició de la Gal·la Drag Queen de Las Palmas de Gran Canaria amb la fantasia «El meu cel!, jo no faig miracles, que sigui el que Déu vulgui», dissenyada per Nelson Rodríguez. El 2020 va tornar a guanyar en la vint-i-tresena edició d'aquesta gala.
El 2022, Drag Sethlas va concursar en la segona edició del programa de televisió Drag Race España.

## Controvèrsia
Sethlas va ser denunciada en 2017 per l'Associació d'Advocats Cristians per fer ús de símbols religiosos en la seva actuació. A més, el vídeo de l'actuació de Sethlas va ser eliminat per la pàgina web d'RTVE pel fet que "podia ferir sensibilitats". Les crítiques van arribar de diferents àmbits, entre ells del polític: el President del Cabildo de Tenerife Carlos Alonso va titllar l'actuació de «ofensa», agregant que «en la Gal·la Drag Queen de Las Palmas de Gran Canaria, en el moment estel·lar no va haver-hi Carnestoltes ni llibertat, només ofensa».
En l'àmbit religiós, Monsenyor Francisco Cases Andreu, bisbe de la Diòcesi Canariense (província de Las Palmas), va realitzar una comparació de l'actuació de la drag queen amb l'accident de Spanair de 2008, afirmant que la primera estava fent-li "viure el dia més trist" de la seva estada a Canàries. Posteriorment i a conseqüència de tals declaracions, el religiós va haver de demanar perdó als familiars de les víctimes. També el president de la Federació Islàmica de Canàries es va manifestar en contra de l'espectacle, al qual va considerar «blasfem». Borja Casillas es va enfrontar a dues querelles que l'acusaven de ferir els sentiments religiosos, una de les quals va ser arxivada pel jutjat d'instrucció número 8 de Las Palmas de Gran Canaria, atès que «una festa com el Carnestoltes permet descartar una intencionalitat d'ofensa». Posteriorment, Advocats Cristians van sol·licitar un recurs sobre el sobreseïment, el qual va ser admès a tràmit. Finalment, la causa va ser arxivada definitivament en no trobar-se cap ofensa als sentiments religiosos en tractar-se d'una festa transgressora per tradició, i Advocats Cristians van ser obligats a pagar les costes del judici.